# Rechtspsychologie
Rechtspsychologie is een onderdeel van de toegepaste psychologie dat zich vooral richt op psychologische theorieën, methoden en problemen op het gebied van de rechtspraak.

## Algemeen
Zij bestaat uit twee onderdelen, de forensische psychologie (psychologie van de rechtspraak en rechtsprocedures) en de misdaadpsychologie (psychologie van het ontstaan van criminaliteit, misdaadpreventie en behandeling van strafbare feiten)
De rechtspsychologie heeft raakvlakken met de criminologie, psychiatrie en rechtssociologie. Psychologische disciplines die bij de rechtspsychologie een rol spelen zijn: persoonlijkheidsleer, functieleer (bijvoorbeeld geheugenexpertise) en klinische psychologie.

## Werkterrein
Rechtspsychologen worden betrokken bij problemen als; het opstellen van misdadigersprofielen, betrouwbaarheid van getuigenverklaringen, psychologische aspecten van het strafrechtelijk bewijs, mishandeling en seksueel misbruik van minderjarigen, omgangsregeling en pleegouderschap. Hoe moeten verdachten en getuigen wél en juist niet verhoord, hoe kan je zien of mensen liegen, en begrijpen waarom mensen misdaden begaan. Wat zijn de zwakke zijden van het menselijk geheugen, en hoe kan dit een stempel drukken op getuigenverklaringen.
Rechtspsychologen verrichten niet alleen onderzoek, maar leveren ook in toenemende mate bijdragen aan de rechtspraktijk in de rol van getuige deskundige in strafzaken en civiele zaken.